# Edgar Colle
Edgar Colle (anche Edgard Colle; Gand, 18 maggio 1897 – 20 aprile 1932) è stato uno scacchista belga, maestro internazionale.
Edgar Colle fu un professionista degli scacchi e un forte giocatore di torneo.

## Carriera
La sua fama è legata principalmente al sistema di gioco che inizia con 1. d4, 2. Cf3 e 3. e3, universalmente noto come Sistema Colle, che egli introdusse e usò in molte partite durante gli anni venti e che dopo la sua prematura scomparsa fu propugnato dal collega e connazionale George Koltanowski.
Vinse cinque volte il Campionato nazionale del Belgio (1922, 1924, 1925, 1928 e 1929).
Prese parte a oltre 30 tornei internazionali. Giunse terzo davanti ad Euwe al torneo Olimpico di Parigi del 1924. Nel grande torneo di Baden-Baden 1925 (vinto da Alekhine) fu solo 18º, ma batté Grünfeld e Réti.
Nel 1926 colse a Merano un grande successo arrivando primo e precedendo Canal, Przepiorka, Spielmann, Yates, Kostić, Grünfeld e Tartakower. A fine anno fu secondo nel torneo di Hastings, alle spalle di Tartakower.
Nel torneo di Hastings del 1928/29 divise il primo premio con Marshall e Takacs. Nel 1929 batté Rubinstein nel torneo di Budapest (giunse 7º-8º), e giunse solo 12º-15º nel grande torneo di Carlsbad, ma pareggiò contro il vincitore Nimzowitsch.
Nel 1930 giunse il grande successo a Scarborough con 8,5/11, davanti a Maroczy, Rubinstein, Ahues e Sultan Khan (battuto nello scontro diretto). Nello stesso anno divise con Ahues e Nimzowitsch il 3º premio del torneo di Liegi, mentre nel Torneo di San Remo (vinto nettamente da Alechin) seppe battere il secondo classificato Bogoljubov e Tartakower (giunse 11º-12º su 16).
Il 1931, l'anno precedente alla morte, lo vide ancora in lotta nel grande Torneo di Bled, terz'ultimo ma capace di battere Salo Flohr, Gösta Stoltz (2 volte), Kostić e Spielmann (2 volte).
Debole di salute, morì dopo un'operazione per ulcera gastrica.